# Zungaropsis multimaculatus
Zungaropsis multimaculatus — єдиний вид роду Zungaropsis родини пласкоголові соми ряду сомоподібні. Дуже рідкісний вид.

## Опис
Невідомі остаточні розміри. Голова трохи витягнута. Є 3 пари вусів. Тулуб подовжене. Усі плавці невеличкі. Присутній жировий плавець. Хвостовий плавець розрізаний. Сом відомий численними контрастними плямами, що йдуть через усе тіло.

## Спосіб життя
Є демерсальною рибою. Воліє до прісної води. Зустрічається у помірній течії. Тримається кам'янистого-мулистого дна. Вдень цей сом ховається в укриттях. Активний у присмерку та вночі. Живиться водними безхребетними.

## Розповсюдження
Є ендеміком Бразилії. Мешкає в басейні річки Шінгу.